# Chamaecrista juruenensis
Chamaecrista juruenensis là một loài thực vật có hoa trong họ Đậu. Loài này được (Hoehne) H.S.Irwin & Barneby miêu tả khoa học đầu tiên.